# Marmaria
Marmaria (greacă Μαρμαριά) este un oraș în Grecia în prefectura Arcadia.